# Lökéshullám-terápia
A testen kívüli lökéshullám-terápia egy lökéshullámokkal végzett kezelés, amelyet az alábbi ortopédiai elváltozások kezeléséhez alkalmaznak:
- Sarokcsontkinövés okozta fájdalmak[1][2] (Fasciitis plantaris)
- A váll fájdalmas meszesedése[3] (Tendinitis calcarea)
- Tenisz-, illetve golfkönyök (Epicondylitis radialis sive ulnaris humeri)
- Fájdalmat okozó tricepszín-meszesedés a könyök területén (Olecranonsporn)
- Lábfekélyek, illetve nehezen gyógyuló sebek kezelése
- Triggerpont-terápia
- Pseudoarthrosis (nem gyógyuló csonttörések)

## A módszer
Már 1980 óta kezelnek sikeresen lökéshullámokkal veseköveket. A lökéshullámok nagy energiájú nyomáshullámok, amelyek hasonlóak a hanghullámokhoz, azonban energia, növekedési- és terjedési sebesség szempontjából jelentősen különböznek azoktól. Ugyanezeket a lökéshullámokat 1989 óta már nehezen gyógyuló csonttörések (pseudoarthrosis), és kisebb energiával ín- és izompanaszok kezelésére (teniszkönyök, sarokcsontkinövés, meszes váll és néhány egyéb indikáció) is alkalmazzák.
Éppúgy, mint az urológiában, hangnyomás hullámokat gerjesztenek, amelyek fókuszálva a test mélyébe hatolnak. A lökéshullámoknak ez a sűrűsödése a ritmikus és ismétlődő alkalmazással a szilárd anyag (például meszesedés) széttöredezését okozza. A meszesedés a lökéshullám-kezelés hatására apróbb részecskékre törik szét, és ezeket a mikrorészecskéket a véráram elszállítja és kiüríti a szervezetből.
A lökéshullámokat eredetileg elektromos szikrakisüléssel víz alatt hozták létre, és egy félellipszoid segítségével fókuszálták a kezelt területre. A lökéshullámok gerjesztésének ez a módja (elektrohidraulikus lökéshullám gerjesztés) még az 1970-es évekre nyúlik vissza, és manapság az elektromágneses és piezoelektromos lökéshullám gerjesztés mellett standardként terjedt el.
Egy másik módszer lökéshullámokat a fordított piezoelektromos effektussal létrehozni (inverz piezohatás): ha bizonyos kvarckristályokon váltóáramot vezetünk keresztül, akkor a kristály formaváltozása következtében oszcilláció jön létre. Ez a jelenség a fordított piezoelektromos hatás. Egy domború (konkáv) hordozóra felvitt piezokerámia-elemek egy nagyfeszültségű impulzus következtében átmenetileg a mikrométer tartományban kitágul és nyomásimpulzust hoz létre. A piezo elemeket pontosan a kezelési fókuszhoz állítják be. A precíz fókuszálás és az impulzusok nemlineáris terjedése miatt alakul ki a kezelés fókuszában a levő meredekség miatt a lökéshullám. A piezoelektromos lökéshullám gerjesztési elv alapján működő készülékeknél a piezo-lökéshullám közvetlen fókuszálással keletkezik, és másodlagos visszaverődés nélkül lép ki. Ez a technológia lehetővé teszi, hogy a kezelőforrás lapos felületű, és a fókuszzóna is precízen, pontosan alakítható legyen. Míg korábban csupán egy pontra irányított vagy defókuszált fókuszformákat generáltak, a piezoelektromos metódussal a kezelési mező/fókusz vonal formájú is lehet.

## Kezelés
A meszesedés helyét röntgen átvilágítással határozzák meg, és a kezelési fókuszt erre a helyre irányítják. A pácienst egy vizsgálóasztalra fektetik, az érintett testrész a vizsgálóágy kivágásban helyezkedik el egy puha, kerek, vízzel töltött műanyag párnán. Az ebbe a párnába bevezetett lökéshullámok, amelyeket például egy félkör alakban elrendezett piezokristályból vagy egy félellipszisen történő hullám-visszaverődéssel gerjesztenek, belépnek a vizes közegbe és egy pontba sűrűsödnek.
Az energiasűrűsödés így a meszesedés centrumában jön létre. Az egyéb szöveteket, amelyek a meszesedés környezetében helyezkednek el (például erek, idegek, inak) eléri ugyan a lökéshullám, de nem károsítja azokat, mivel azok nem a lökéshullám fókuszában helyezkednek el. Egy egyszeri lökéshullám alkalmával egy erős hanghatás hallható, és ütésként érzékelhető, mint egy kis kalapácsütés. Az ütések gyakorisága 60-300 percenként, az ütések erőssége pedig a meszesedés milyenségéhez igazítható.
A testfelszínhez közeli kezeléseknél, például Ulcus cruris (lábfekély) esetén a lökéshullámokat nem fókuszálják, hanem nagy felületen juttatják be a kezelt felületre. Ehhez erős energiaforrásra van szükség, amely a lökéshullám teljes energiáját egy nagyobb felületre tudja szétosztani, és ezáltal gyengébbé válik. Annak érdekében azonban, hogy a hatásosságát ne veszítse el, biztosítani kell, hogy a teljes kezelt terület minden négyzetcentiméterére megfelelő energiájú és mennyiségű lökéshullám jusson, és a kezelés minden sejtet elérjen. A sebkezeléshez ma már a radiális lökéshullámokat használják.
A terápia hatékonyabb lehet azon pácienseknél, akik plantar fasciitisszel, vagyis talp és sarokfájdalmakkal küszködnek, vagy tendinitis calcificansban, vagyis a vállízület mozgásainak fájdalmas beszűkülésével, meszesedéssel járó betegségben szenvednek. Különösen hatásos a kezelés az Achilles-ín gyulladásának megszüntetésére, és a panaszmentesség elérésére.
Kutatási eredmények azt mutatják, hogy a terápiás területre 50-100 impulzust kell leadni négyzetcentiméterenként. A kezelés ebből adódóan 2-5 percig tart, és fájdalomcsillapítás, anesztézia nélkül, ambulánsan végezhető.
A lökéshullámok a kezelt szövetekben biomechanikus visszacsatolást, valamint hírvivő anyagok termelődését váltják ki, amely gyógyulási és a véráramlást elősegítő folyamatokhoz vezetnek. A gyógyulási folyamat hossza függ a betegség súlyosságától, de az esetek többségében néhány hét alatt sikeresen lezárul.
Az egészségügyben megszokott protokollokat követve, a lökéshullám kezelések ortopédiai alkalmazásának bevezetését is több éves kutatómunka előzte meg. Számos klinikai tanulmányt készítettek azt megelőzően, hogy egy-egy indikáció kezelésére alkalmassá nyilvánították a gyógyító lökéshullám terápiát.
Ezen tanulmányok tapasztalata vezetett el a lökéshullám terápiás készülék egyre elterjedtebb alkalmazásához. A 2000-es évek elején használatos monstrumokat ma már az ambuláns kezelésben is használatos modern készülékek váltották fel. A kezelés terjedéséhez hozzájárul az is, hogy nem igényel sebészeti beavatkozást, ezért a járóbeteg ellátásban is alkalmazható.
Napjainkban a lökéshullám terápiát már a szépségipar is hasznosítja. A nőknek esztétikai szempontból sok gondot okozó cellulitis kezelésében komoly eredményeket értek már el.

## Nem kívánt mellékhatások
Néhány esetben előfordulhat a kezelések után ödéma vagy enyhe felületi véraláfutás a kezelt területen. Ritkán előfordulhat a fájdalom rövid ideig tartó felerősödése.
A kezelés során fellépő fájdalmakat különböző módon szükséges figyelembe venni. Az érzéstelenítés lehetőségére fel kell készülni, amennyiben a fájdalmak túl erőssé válnak. Ha a kezdeti fájdalmak három kezelés után sem csillapodnak jelentősen, a terápiát nem szabad folytatni.
A lökéshullám terápiát az ortopédiai betegségek területén nem támogatja az állami betegbiztosítás, így annak költségét a páciensek saját maguk, vagy önkéntes egészségpénztári megtakarításaikból tudják fedezni.